# Paul Nedelcovici
Paul Nedelcovici (ur. w 1899 w Bukareszcie, zm. 22 czerwca 1948) – rumuński rugbysta, brązowy medalista Igrzysk Olimpijskich 1924 w Paryżu.
Paul Nedelcovici tylko raz wystąpił w reprezentacji w meczu z Francją rozgrywanym w ramach Letnich Igrzysk Olimpijskich.